# Szelfi

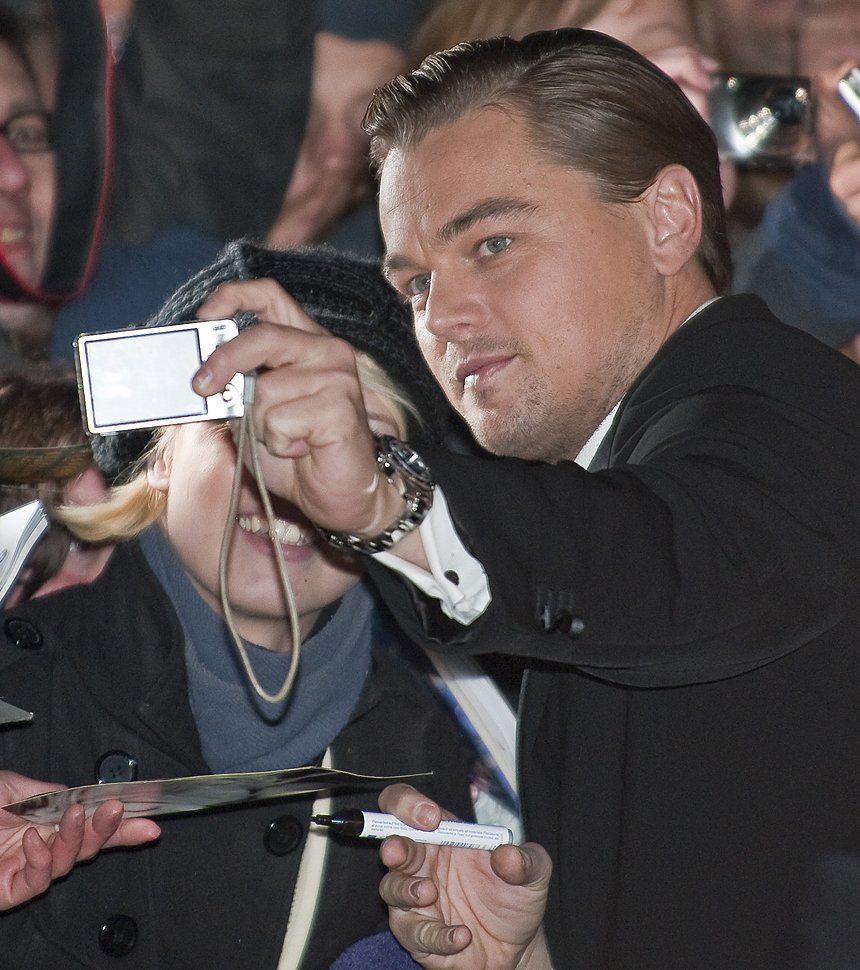
Leonardo DiCaprio szelfit készít egy rajongóval a Berlini Nemzetközi Filmfesztiválon 2010-ben

A szelfi önfotó, vagyis olyan fénykép, amit készítője önmagáról készít. Ebből következik, hogy a szelfi készítőjének a kép publikálásához nem kell engedélyt kérnie.

## A szó eredete
A szó az angol selfie szó átvétele. Angol nyelven először egy ausztrál fórumon használták 2002-ben. Eredetileg a magyar nyelvben is selfie alakban jelent meg. 2011-ben az Instagram hashtagként vezette be. A brit Oxford szótár szerkesztőbizottsága 2013-ban a selfie-t választotta az év szavának. A magyar helyesírásba a szó a helyesírási szabályzat 12. kiadásával 2015-ben került be.

## Története[5]

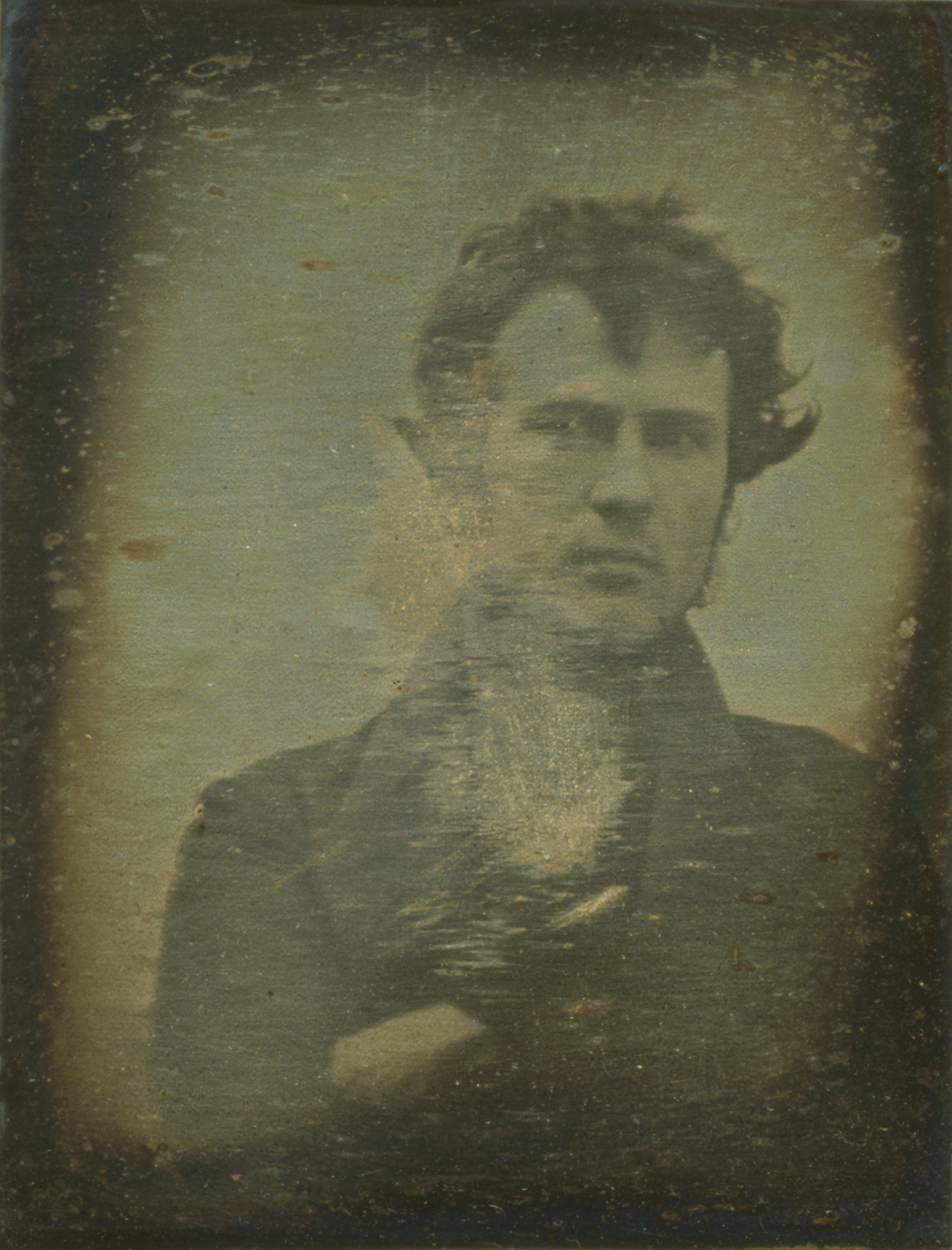
A legelső szelfi: Robert Cornelius önarcképe (dagerrotípia, 1839)

Önfotókat már a fotográfia őskorában is készítettek. Az első „szelfit” Robert Cornelius amerikai fotográfus készítette 1839 őszén,  Philadelphiában. Családjának a Chestnut Streeten álló boltja mögött állította fel fényképezőgépét. Kezét mellkasán összefogva, kissé komor arccal várta ki az exponálás idejét, mely nem sokkal volt több mint egy perc. Ez a kép lehetett Cornelius első sikeres fotója, legalábbis erre utal a negyedlemez nagyságú dagerrotípia hátoldalán az alkotó megjegyzése: „A valaha készült legelső fénykép. 1839”.

## Elterjedése
A fényképek készítését a digitális technológia világméretű elterjedése nagyban megkönnyítette – ma már nemcsak fényképezőgéppel, videofelvevővel, hanem akár tablettel vagy okostelefonnal is készíthetők képek. A szelfi készítője tehát egyre kevesebb anyagi kockázatot vállal önmaga megörökítése esetén is. Egyes közösségi oldalak (pl. Facebook, Instagram) az önfotók publikációjának kifejezetten kedveznek.
A selfie-zés 2010-től terjedt el igazán, amikor az Apple piacra dobta az iPhone 4-et, az első kétkamerás telefont. 2013-ban az Oxford szótár az év szavának titulálta a kifejezést, és a következő meghatározással jegyezte be: a selfie egy olyan fotó, amelyet valaki önmagáról készít webkamerával / okostelefonnal, s célja, hogy valamely közösségi platformon a kép megosztható, illetve tovább osztható legyen. A többszereplős önarcképeket pedig „group selfie-k”-nek nevezték el. 
A szótárba kerülés önmagában jól jelzi, hogy a szelfi megkerülhetetlenné vált, beszivárgott hétköznapi életünkbe és a közbeszédbe. A statisztikák is tükrözik ezt a tényt, amerikai adatok szerint nagyjából a lakosság fele készített már valaha selfie-t. Legtöbben Ausztráliában, őket követik a kanadaiak és az amerikaiak.

## Szelfik és a pszichológia

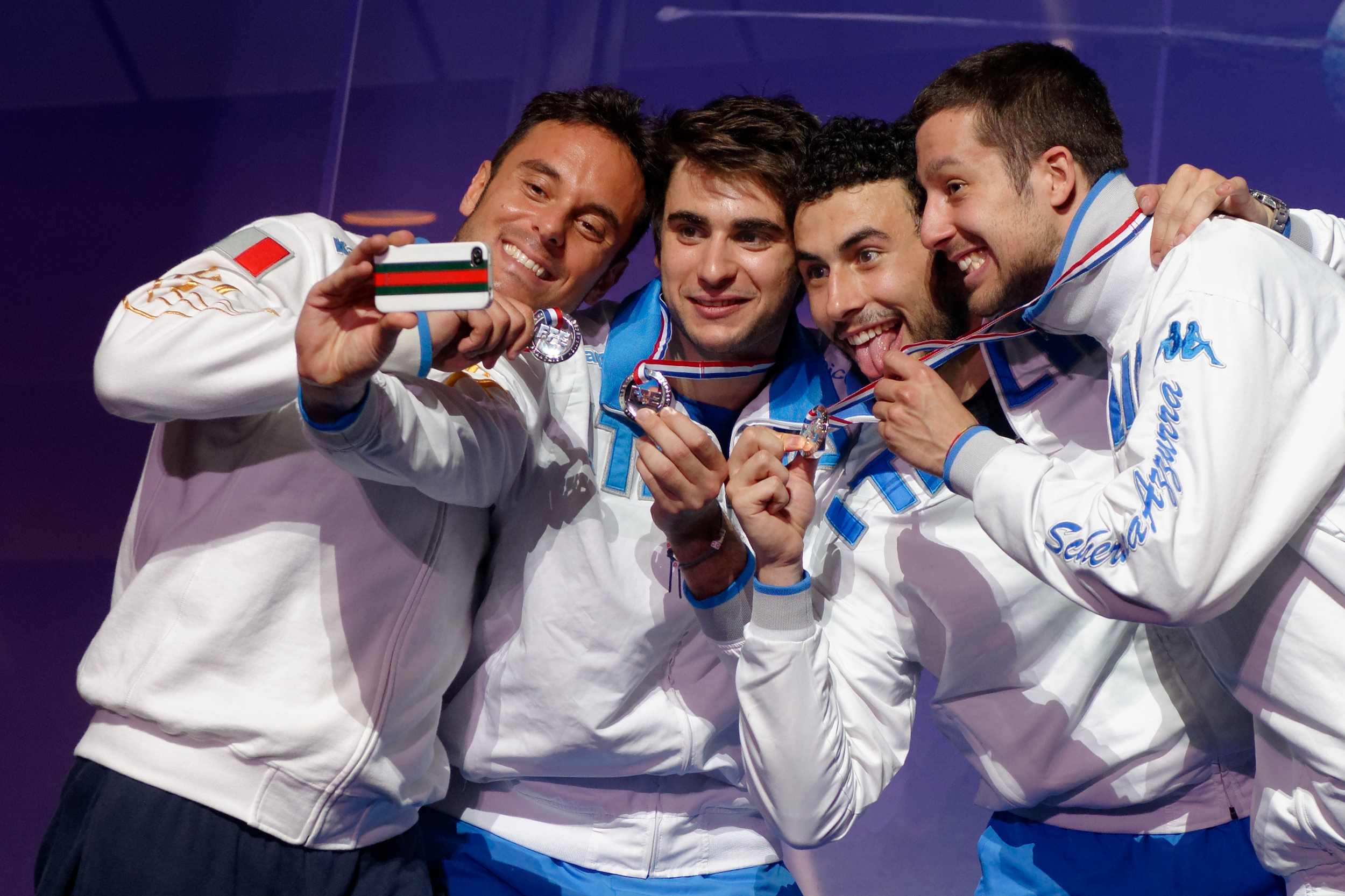
Az olasz párbajtőrvívó-válogatott (balról jobbra Paolo Pizzo, Enrico Garozzo, Marco Fichera és Gabriele Bino) egy szelfi készítése közben

Pszichológiai szempontból az a legérdekesebb, hogy a selfie milyen erőteljes reakciókat vált ki az emberekből. A média például kifejezetten erős kritikával szemléli a jelenséget, gúnyt űzve a viccesebbnél viccesebb selfie-készítő segédeszközökből, vagy a selfie „tinilányos” jellegéből.
A selfie-t gyakran mentális betegségekkel pl. depresszióval, a nárcizmussal vagy akár a pszichopátiával is összekapcsolják.Egy időben felröppent egy nagyon népszerű, de később hamisnak bizonyult hír is, hogy az Amerikai Pszichiátriai Társaság a túl sok selfiezést olyan mértékű problémának látja, hogy egy önálló elnevezést kapott a betegség. Ez volt a selfitis. Hiába cáfolták ezt szinte azonnal, a média és a közvélemény az elképzeléseinek a megerősítését látta a hírben.
Ez persze a pszichológusokat is motiválta, hogy kiderítsék, áll-e bármilyen kapcsolatban a szelfiezés mentális betegségekkel, vagy esetleg bizonyos személyiségvonásokkal.

## Agnieszka Sorokowska 2016-os kutatása[9][10]
Agnieszka Sorokowska és mtsai. (2016) arra voltak kíváncsiak, hogy miért vagyunk hajlamosak ilyen sok szelfit készíteni és feltölteni azokat a közösségi oldalakra, megosztva képünket ismerőseinkkel és akár idegenekkel is.
A kutatók az első vizsgálat során 1296 14 és 47 év közötti férfi és nő szelfijeit számlálták össze, amelyet az adott hónapban feltöltöttek a közösségi oldalakra. Emellett megkérték őket, hogy töltsenek ki néhány személyiség-kérdőívet is: egy önértékelési-, egy extraverzió-, egy ötfaktoros személyiségteszt- és egy társas önmegmutatás skála szerepelt a kérdőívcsomagban. 
Az első eredmények azt mutatták, hogy a nők szignifikánsan több szelfit posztoltak, mint a férfiak. Pontosabban kétszer annyit (átlagosan 3,3 vs. 6,7). Ez a nemi eltérés még erősebb volt, amikor a barátokkal együtt készített szelfiket hasonlították össze (a nők átlagosan 6,1, míg a férfiak a 2,6). A partnerrel közös szelfiket illetően azonban nem mértek szignifikáns nemi különbséget a kutatók (a nők 1,2, a férfiak 1,7 ilyen fotót posztoltak átlagosan).
Ezután az egyének posztolt képeinek mennyiségét összevetették az önértékelés skálákon elért pontszámokkal. Az eredmény pedig az lett, hogy azok a nők és férfiak, akik magasabb pontszámokat értek el az extraverzió és az exhibicionizmus skálákon, több szelfit posztoltak, mint azok, akik alacsonyabbat. Ez utalhat arra, hogy akiknek az önértékelése alacsonyabb, az kevésbé hajlamos a nagymértékű szelfiposztolásra, de egyáltalán nem bizonyítja ezt. Hiszen, ha belegondolunk az eredmény több okból is kijöhetett. A felvetésünk mellett akár az is okozhatta, hogy talán, akik magamutogatóbbak, gátlástalanabbak, azok inkább hajlamosak alábecsülni a közösségi média jelentőségét, míg a visszahúzódóbbak inkább hajlamosak túlértékelni a közösségi oldalakra való képfeltöltés következményeit.
Éppen ezért a kutatók egy második vizsgálatot is megszerveztek. Itt egyetemista hallgatók Facebook oldalának elemzésével próbáltak újabb adatokat gyűjteni (persze a résztvevők beleegyezésével). Az ellenőrizhetőséget akarták azzal segíteni, hogy itt már csak 1 platformra koncentráltak.
A második vizsgálat eredményei szerint a magasabb önértékelés és a párkapcsolati valamint a baráti csoportos szelfik megosztásának gyakorisága között nem mérhető összefüggés, ahogy a nők egyedül készített képeinek mennyisége sem függött össze a nők önértékelésével.
Viszont a férfiak szelfiposztolása és az önértékelése között találtak korrelációt. Azok a férfiak, akik magasabb pontot értek el az önértékelés skálákon, hajlamosabbak voltak több szelfit posztolni (mint a szerényebbek). Persze ez sem jelenti azt, hogy a gyakori szelfizés az önteltséget mutatná, és elképzelhető, hogy továbbra is teljesen más okozta ezt a korrelációt.
Viszont más kutatások is igazolták, hogy a magasabb önértékelés hajlamosít a gyakoribb selfie-posztolásra, persze csak ha az adott ember selfiekhez való viszonya pozitív alapvetően. 2015-ben és 2016-ban Archiválva 2017. augusztus 9-i dátummal a Wayback Machine-ben egyre többen kezdtek el foglalkozni a témával.

## Újhelyi Adrienn gondolatai[8]

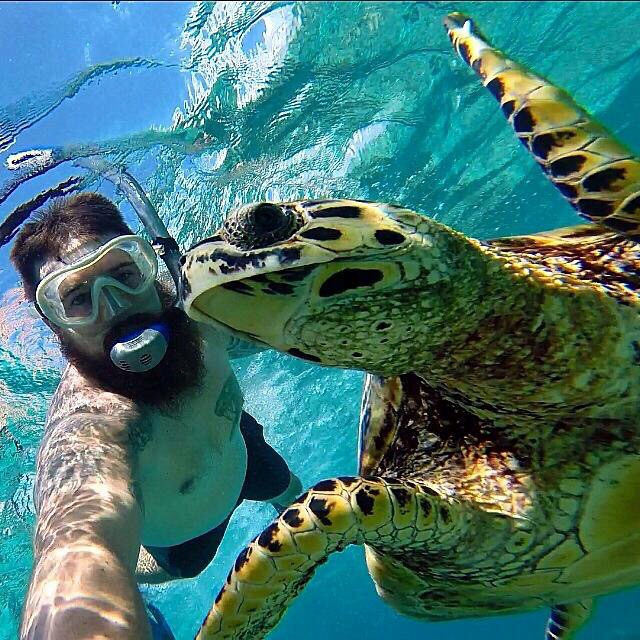
Búvár szelfivel dokumentálja a találkozását egy teknőssel

A kutatások szerint a selfiek egyik fontos funkciója azok dokumentarista jellege. Sokan élettörténetüket írják meg e képek segítségével, ami így akár memóriánk kiterjesztésének is felfogható  – tulajdonképpen azt rögzíti, hogyan szeretnénk visszatekinteni az életünkre. Mindezzel valójában önmagunkra reflektálunk, önmagunkat szeretnénk jobban megismerni... Interjús kutatásoknál a résztvevők elsődleges szempontként említik, hogy egy képet akkor posztolnak, ha autentikusnak tartják, ha jól megjelenít valamit abból, amilyennek önmagukat látják.
Mások szerint a selfie épp az ellenkező oldalról közelíthető és értelmezhető – a hangsúly nem önmagunkon van, hanem a többieken, vagyis a selfie leginkább másoknak szól. Funkciója lehet például elfogadottságunk vagy népszerűségünk tesztelése
Tehát ő úgy gondolja, hogy „A tudományos kutatás egyik legfontosabb feladata, hogy felülemelkedve a laikus közvélemény leegyszerűsítő megközelítésén, egy adott problémát komplexen és kontextus-érzékenyen vizsgáljon meg. Ha ebből a szempontból szemléljük, a selfie már nem egyszerűen a hiúság jele, hanem egy újfajta kommunikációs eszköz a mai vizuális kultúránkban, mely különböző üzeneteket kíván eljuttatni különböző személyeknek, csoportoknak vagy akár társadalmaknak.”.